# Бретон, Жюль
Жюль Адольф Эме Луи Бретон (фр. Jules Adolphe Aimé Louis Breton; 1 мая 1827, Курьер, Па-де-Кале — 5 июля 1906, Париж) — французский поэт, живописец и гравёр натуралистического направления. Работал в бытовом, портретном и пейзажном жанрах.

## Биография
Мать Жюля умерла, когда ему было четыре года, и его воспитывал отец. В 1842 году он познакомился с художником Феликсом де Винем, который под впечатлением его юношеского таланта убедил семью позволить ему заниматься искусством. В 1843 году Бретон отправился в Гент, где продолжил изучать искусство в Академии изящных искусств. В 1846 году переехал в Антверпен, где брал уроки у Эгидиуса Карела Густава Вапперса и некоторое время копировал работы фламандских мастеров. В 1847 году он уехал в Париж, где обучался в Школе изящных искусств.
Сюжеты картин Бретона заимствованы из народной жизни. Большинство его картин носит идиллический характер; они изображают жизнь пастухов или крестьян в поле; исполнение, в общем, отличается реализмом, но сама концепция не чужда некоторой идеалистической окраски.
Дочь — Виржини Демон-Бретон, художница. Брат — художник Эмиль Бретон (1831—1902).

## Известные картины
- «Возвращение с жатвы» (1853)
- «Сбор собирательниц колосьев (Le rappel des glaneuses)» (1859)
- «Песня жаворонка» (1885)
- «Первое причастие» (1886)

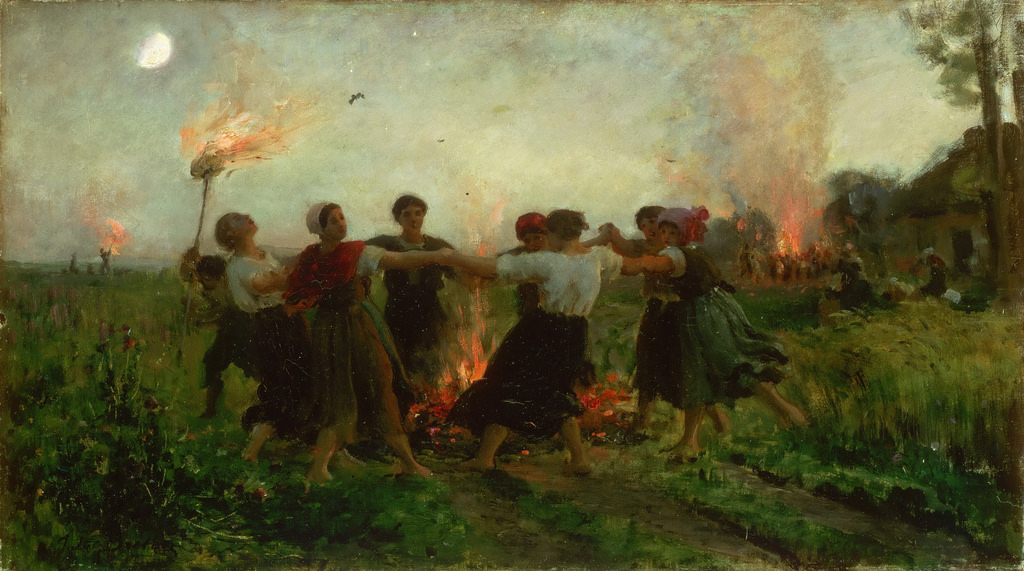
День Святого Иоанна. 1875. Художественный музей Филадельфии
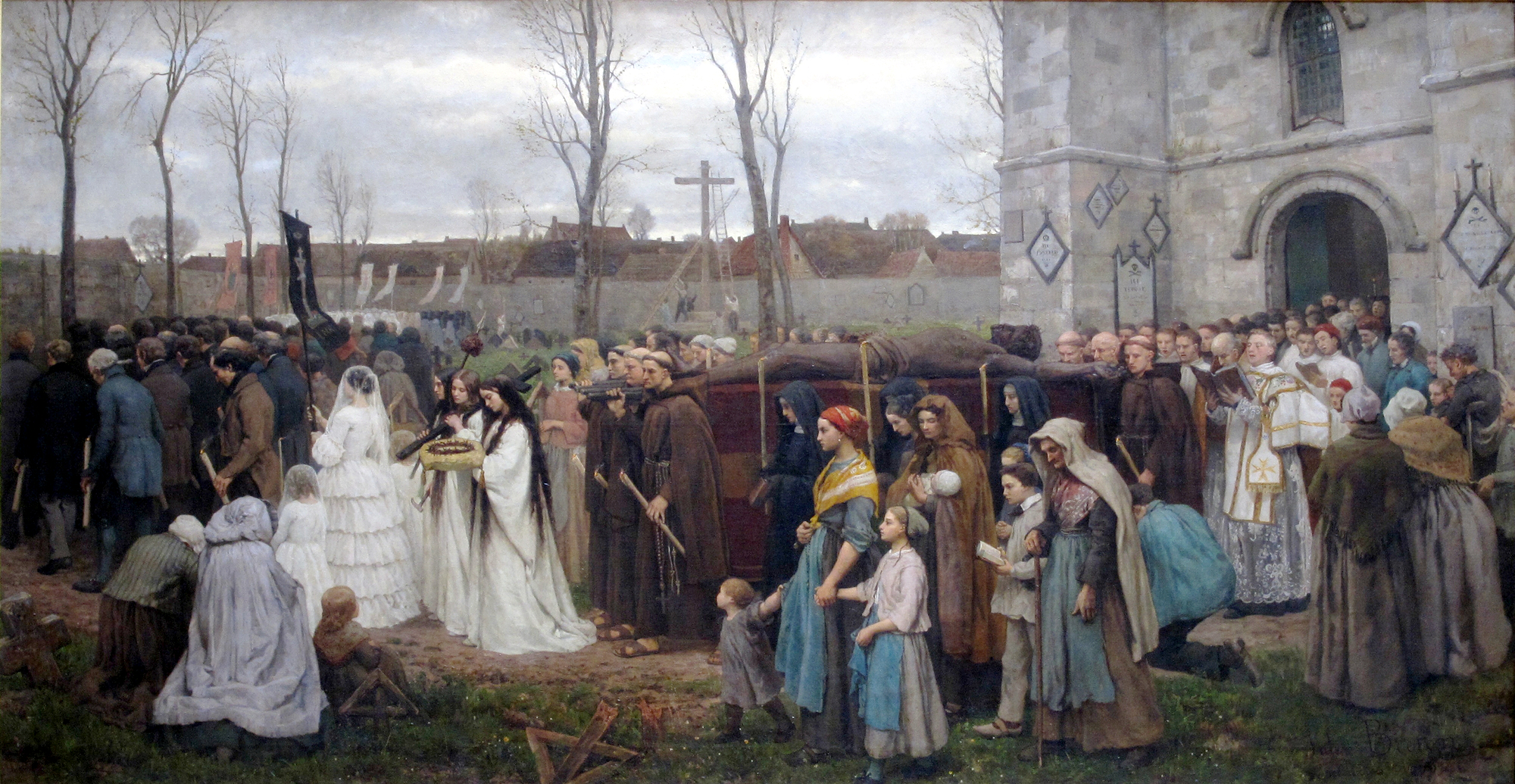
Водружение распятия. 1858. Музей изящных искусств Лилля
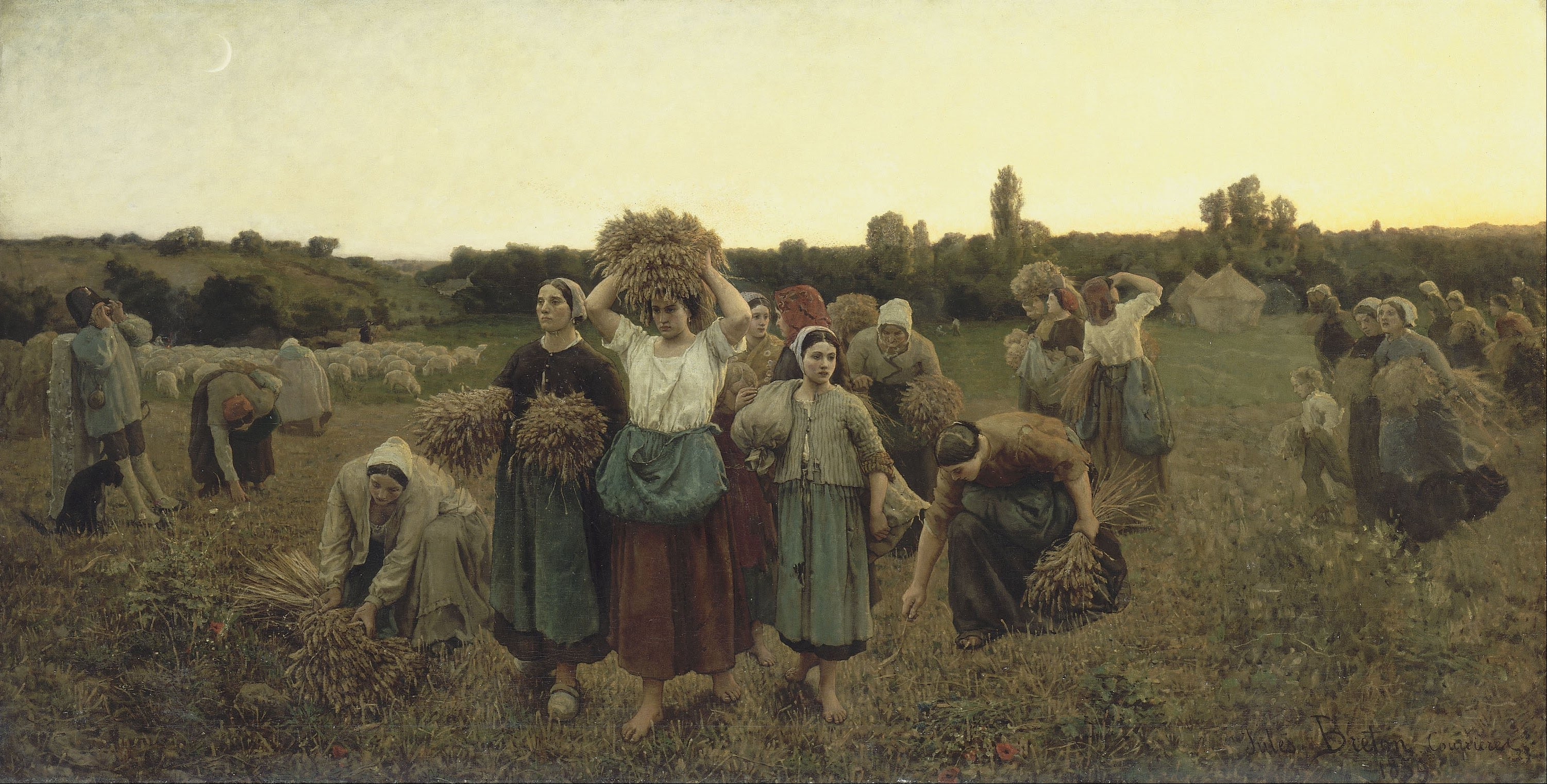
Сбор собирательниц колосьев. 1859. Музей Орсе, Париж
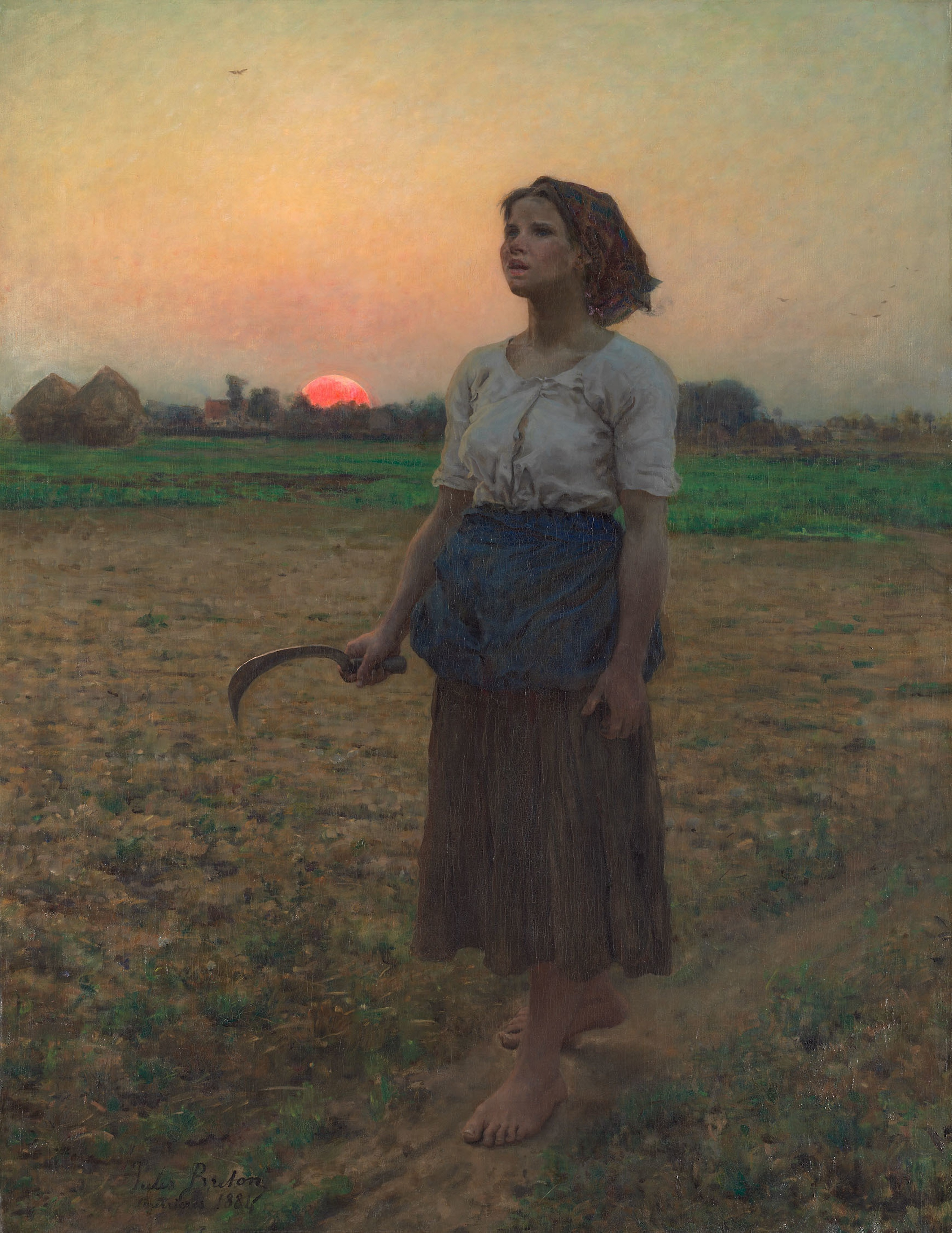
Песня жаворонка. 1884. Чикагский институт искусств

## Интересные факты
Ван Гог прошёл 200 километров пешком, чтобы попасть к Бретону, но так и не зашёл внутрь его мастерской, потому что постеснялся. Этот эпизод встречается в книге А. Перрюшо «Ван Гог», а также у Ирвинга Стоуна в книге «Жажда жизни». Ван Гог ценил Бретона в том числе и как поэта и переписывал стихи Бретона в письме Антону Раппарду от 8 марта 1884 года.